# Renate Riemeck
Renate Katharina Riemeck (Breslavia, 4 de octubre de 1920-Alsbach-Hähnlein, 12 de mayo de 2003) fue una historiadora y activista por la paz alemana, también conocida por ser la madre adoptiva de Ulrike Meinhof.

## Vida
Remate Riemeck creció en Breslavia, Szczecin y Jena como hija de padres adinerados. Su madre era una exitosa y respetada mujer de negocios. Riemeck asisto a un colegio de monjas. En su adolescencia se dedicó críticamente a la Iglesia, especialmente al catolicismo y se unió a la comunidad cristiana de orientación antroposófica, la cual fue prohibida a partir de 1941. Sin embargo, como reveló Jutta Ditfurth en 2007, en julio de 1941 solicitó la afiliación al NSDAP que le fue concedida en octubre de ese año (número de afiliación 8.915.151). No obstante, Riemeck lo negaría durante toda su vida incluso en su autobiografía «Ich bin ein Mensch für mich» [Soy humana para mi] publicada en 1992.
Estudió historia, filología germánica e historia del arte en Múnich. En 1943 se doctoró en filosofía con una disertación sobre los movimientos de herejía tardomedievales. Posteriormente, los críticos descubrieron que esta presentaba los pogromos contra los judíos en el siglo XIV como una «protesta justificada». La disertación nunca fue publicada y solo vio la luz en forma de artículo años más tarde. A pesar de sus estudios, se dice que más tarde se unió a la Arbeitsgemeinschaft Nationalsozialistischer Studentinnen (Asociación de Mujeres Estudiantes) a mediados de 1943. Entre sus profesores académicos también se encontraban los propagandistas nazis Karl Astel y Hans F. K. Günther.
En Jena se hizo amiga de su compañera de estudios Ingeborg Meinhof, madre de la posterior columnista del Konkret y cofundadora de la Facción del Ejército Rojo, Ulrike Meinhof. Más tarde Riemeck se trasladó a un hogar compartido con ella. Ambas fueron ayudantes de Johann von Leers, autor de la cátedra de «Historia Jurídica, Económica y Política Alemana sobre una Base Racial» en la Universidad de Jena, un líder de las SS que intentó justificar «científicamente» el antisemitismo.
Después de la guerra, Riemeck se convirtió en profesora de magisterio en Oldernburg, donde se mudó con Ingeborg y los niños. Consideraba que la educación escolar antifascista, especialmente para alumnos de primaria, era una importante forma de acción política. Durante la ocupación escribió los primeros libros de textos del posnazismo.[cita requerida] Tras la muerte de Ingeborg en 1949, recibió la tutela de sus dos hijas Wienke y Ulrike, a las que cuidó y crio junto a Holde Bischoff. Rápidamente se convirtió en la mentora de Ulrike y  la introdujo en cuestiones de política, literatura y filosofía. Más tarde enseñó en Braunschweig, Weilburg y la Universidad de Wuppertal, convirtiéndose en la profesora universitaria más joven de Alemania Occidental.
Fue miembro del Partido Socialdemócrata de Alemania desde 1946, pero lo abandonó en 1955 cuando el partido renunció a su postura contraria al rearme de Alemania y apoyó el retorno de la conscripción obligatoria. Fue miembro activo de la Internacional de los Oponentes a la Guerra (IDK, por sus siglas en alemán) desde 1958, y se convirtió en su presidenta en 1960. Participó en la campaña «Kampf dem Atomtod» («Lucha contra la muerte nuclear»), formuló el «Appell der 44» («Llamamiento de los 44») en 1958, con el que 44 profesores universitarios pidieron a los sindicatos que se opusieran al armamento nuclear y fue una de las fundadoras de la Unión Alemana por la Paz (DFU, por sus siglas en alemán) en 1960. A través de esta organización se presentó como candidata en la campaña electoral federal de 1961. En este contexto, fue tachada de "políticamente ingenua" debido a su afinidad con las organizaciones cercanas al régimen en la República Democrática Alemana y en el Bloque del Este, ya que el gobierno de la RDA apoyaba financieramente a diversos órganos y grupos de agitación en Occidente, para los que Riemeck trabajó alguna vez.
Debido a su actividad política, en 1960 le fue retirada la autorización para participar en exámenes académicos y defensas de tesis. Así las cosas, en julio del mismo año frente al Ministerio de Educación en Düsseldorf , tuvo lugar la que probablemente fue la primera sentada de estudiantes. Ante la amenaza de un procedimiento disciplinario, Riemeck se retiró de la administración pública. Sufrió en 1961 una parálisis cerebral  en el lado derecho que le afectó durante años.
Acorde con su postura pacifista, escribió durante mucho tiempo para el Deutsche Volkszeitung y la revista Die Stimme der Gemeinde, entre otros. Participó en congresos en pro de la paz en Berlín Este y Praga y fue involucrándose poco a poco en el entorno antroposófico con publicaciones sobre temas históricos. Abandonó la DFU en 1964, aunque hasta la década de 1970 continuó apareciendo como ponente independiente en numerosos mítines, incluido contra el armamento nuclear.
Instó a poner fin a la lucha armada en la RAF en 1971, concretamente en “Gib auf, Ulrike!” (“Ulrike, abandona, por favor”) para la revista Konkret. Sin embargo, no condenó los motivos originales de su amada hija adoptiva: «Deberían intentar, por una vez, medir las posibilidades de las guerrillas urbanas de Alemania Occidental con la realidad social de este país». La respuesta fue una nueva carta abierta llamada “Una madre esclava le ruega a su hija” en la que Ulrike reafirmaba su compromiso con la lucha armada y le reprochaba sarcásticamente a su madre adoptiva que pretendiese que resignara su libertad.
Obtuvo una plaza de profesora en el Departamento de Educación de la Universidad de Marburgo en 1979. Rolf Hochhuth le concedió el Premio Geschwister-Scholl para apoyarla económicamente en 1980. Trabajó como publicista e investigadora de Historia hasta su muerte. En sus últimos años se retiró a Alsbach (Hesse) debido a una enfermedad.

## Obras
- Die spätmittelalterlichen Flagellanten Thüringens und die deutschen Geißlerbewegungen. Ein Beitrag zur Geschichte des deutschen Ketzertums. Disertación. Jena, 1943, OCLC https://worldcat.org/es/title/633134830
- Der "Prager Frühling" oder was manche darunter verstanden. Monitor. Düsseldorf, 1968